# Закозельська сільська рада
Закозельська сільська́ ра́да (біл. Закозельскі сельсавет) — адміністративно-територіальна одиниця у складі Дорогичинського району Берестейської області Білорусі. Адміністративний центр — село Закозель.

## Історія
17 вересня 2013 року до складу Закозельської сільської ради включена частина території та населених пунктів ліквідованої Головчицької сільської ради (села Головчиці, Дятловичі, Корсунь, Пигановичі, Толкове).

## Склад ради
Населені пункти, що підпорядковувалися сільській раді:
| Населений пункт   | Тип  | Населення, осіб (2009) |
| ----------------- | ---- | ---------------------- |
| Воловель          | село | 380                    |
| Вулька-Радовецька | село | 342                    |
| Головчиці         | село | 398                    |
| Дятловичі         | село | 86                     |
| Закозель          | село | 581                    |
| Карловичі         | село | 22                     |
| Каролин           | село | 58                     |
| Корсунь           | село | 264                    |
| Литовськ          | село | 312                    |
| Орловичі          | село | 92                     |
| Пигановичі        | село | 160                    |
| Селище            | село | 21                     |
| Суличево          | село | 290                    |
| Толкове           | село | 123                    |

## Населення
За переписом населення Білорусі 2009 року чисельність населення сільської ради становила 2098 осіб.

### Національність
Розподіл населення за рідною національністю за даними перепису 2009 року:
| Національність | Осіб | Відсоток |
| -------------- | ---- | -------- |
| білоруси       | 1907 | 90,90 %  |
| українці       | 121  | 5,77 %   |
| росіяни        | 48   | 2,29 %   |
| вірмени        | 7    | 0,33 %   |
| татари         | 6    | 0,29 %   |
| німці          | 4    | 0,19 %   |
| поляки         | 1    | 0,05 %   |
| мордва         | 1    | 0,05 %   |
| болгари        | 1    | 0,05 %   |
| удмурти        | 1    | 0,05 %   |
| чеченці        | 1    | 0,05 %   |
| Разом          | 2098 | 100 %    |